# Elinor Crawley
Elinor Crawley (Cardiff, 8 novembre 1991) è un'attrice britannica.

## Filmografia parziale

### Cinema
- Submarine, regia di Richard Ayoade (2010)
- Bridgend, regia di Jeppe Rønde (2015)
- Burning Men, regia di Jeremy Wooding (2019)

### Televisione
- Ideal - serie TV, 6 episodi (2011)
- Tati's Hotel - serie TV, 26 episodi (2011)
- Mondo senza fine (World Without End), regia di Michael Caton-Jones - miniserie TV (2012)
- The White Queen - serie TV, 3 episodi (2013)
- Vikings - serie TV, 7 episodi (2013-2015)
- Ordinary Lies - serie TV, 4 episodi (2016)
- Doctors - serie TV, 2 episodi (2012, 2019)
- Steeltown Murders - serie TV, 3 episodi (2023)